# Scherbius (et moi)
 (mai 2018).
Si vous disposez d'ouvrages ou d'articles de référence ou si vous connaissez des sites web de qualité traitant du thème abordé ici, merci de compléter l'article en donnant les références utiles à sa vérifiabilité et en les liant à la section « Notes et références ».
 (mai 2018).
Scherbius (et moi) est un roman d'Antoine Bello, paru en mai 2018.

## Résumé
Paris, 1977. Scherbius est un imposteur pathologique. À trente ans à peine, il a déjà exercé tous les métiers. Après s'être fait passer pour un diplomate du Quai d'Orsay, il est condamné à suivre un traitement psychiatrique. Scherbius (et moi) raconte le feuilleton de ses relations avec son thérapeute, le jeune et ambitieux Maxime Le Verrier.

## Personnages
- Scherbius : son nom, à l'évidence un pseudonyme, est peut-être emprunté à Arthur Scherbius, le créateur allemand de la machine Enigma. Scherbius prétend avoir grandi tantôt dans les Vosges, tantôt en Bretagne, mais semble à l'aise partout. Il a exercé tous les métiers, parmi lesquels maître-nageur, enseignant, diplomate, gardien de prison, architecte des Bâtiments de France. Il parle couramment allemand ainsi qu'une demi-douzaine d'autres langues, joue de plusieurs instruments de musique. On ne lui connaît aucune vie privée.
- Maxime Le Verrier : psychiatre et professeur à l'université Pierre-et-Marie-Curie. Le livre qu'il consacre à son patient, Scherbius, devient un best-seller, dont des éditions successives suivent les développements de la personnalité de Scherbius. Le Verrier est présenté comme ambitieux, voire arriviste, cupide et animé d'un anti-américanisme primaire. Il méprise le DSM, le manuel de référence de sa profession, et rêve de ressusciter les grandes heures de l'École de la Salpêtrière.
- Alice Samuel : éditrice et présidente des Éditions du Signe, qui publient les œuvres de Maxime Le Verrier.

## Forme
Le livre se présente sous la forme de l'ouvrage consacré à Scherbius par Maxime Le Verrier, enrichi de cinq éditions augmentées, dont la parution s'étale sur un quart de siècle (1978, 1983, 1988, 1993, 1998, 2004).
Chaque édition dispose de sa couverture et de sa propre table des matières. Les cinq premières éditions sont intitulées Scherbius ; la dernière, qui donne son titre au livre, est nommée Scherbius (et moi).

## Réception critique
Laure Besnier, sur le site ActuaLitté, note que Maxime Le Verrier, sous couvert d'écrire la biographie de Scherbius, raconte en fait sa propre histoire, ce qui fait, selon elle, Scherbius (et moi) une sorte de roman de désapprentissage.

Léonard Billot dans Les Inrocks établit un parallèle entre le personnage de l'imposteur et la figure du romancier. "Quel formidable métier qu’écrivain : loué pour tisser des mirages et s’inventer des personnages. Payé même, pour duper le chaland ou rouler la ménagère. Mais attention aux subtilités, car celui qui s’adonne à la même chose, partout ailleurs qu’entre deux couvertures reliées, s’expose à l’opprobre publique. Sans le roman, fini le prestige. Sans l’ouvrage, le fictionneux est mythomane, imposteur, malade mental. Cloué au pilori, condamné, interné". Etienne de Montety ne dit pas autre chose dans Le Figaro littéraire : "Scherbius est une magnifique allégorie de l'écrivain s'adonnant à ce qui est sa raison d'être, son talent et peut-être son plaisir: emporter le lecteur, le tromper, mais pour toujours mieux l'enchanter."

## Distinction
Scherbius (et moi) a remporté le prix littéraire Charles Brisset, décerné par l'Association française de psychiatrie.